# دراغو باشاليتش
دراغو باشاليتش (بالكرواتية: Drago Pašalić) مواليد 23 يونيو 1984 في كرواتيا، جمهورية كرواتيا الاشتراكية، هو لاعب كرة سلة كرواتي. بدأ مسيرته الاحترافية في سنة 2000. يلعب مع ثور في الدوري الهولندي لكرة السلة كلاعب وسط. يحمل الرقم 33. حقق المركز الأول في ألعاب البحر الأبيض المتوسط 2009.

## المسيرة الاحترافية
لعب مع سبليت من سنة 2000 إلى 2005، ثم لعب مع أولكرسبور في سنة 2005، ثم لعب مع بلباو باسكت في الدوري الإسباني من سنة 2007 إلى 2009، ثم لعب مع أوبرادويرو لكرة السلة في موسم 2009–2010، ثم لعب مع سيبونا في سنة 2010، ثم لعب مع أزوفماش في موسم 2010–2011، ثم لعب مع دومدجالي في موسم 2011–2012، ثم لعب مع تورك تيليكوم في الدوري التركي في موسم 2012–2013.

## الميداليات
| الميدالية | المسابقة                        |
| --------- | ------------------------------- |
| ذهبية     | ألعاب البحر الأبيض المتوسط 2009 |

## إحصائيات المسيرة

### الدوري الأوروبي
| السنة   | الفريق                 | لعب | بدأ | دقيقة | ميداني% | ثلاثية | حرة  | ارتداد | صنع | استلاب | تصدي | نقطة | أداء |
| ------- | ---------------------- | --- | --- | ----- | ------- | ------ | ---- | ------ | --- | ------ | ---- | ---- | ---- |
| 2010–11 | نادي سيبونا لكرة السلة | 7   | 6   | 23.4  | .525    | .235   | .833 | 4.7    | 0.4 | 0      | 0.6  | 9.1  | 5.6  |

## روابط خارجية
- دراغو باشاليتش على موقع الاتحاد الدولي لكرة السلة (الإنجليزية)
- دراغو باشاليتش على موقع الدوري الإسباني لكرة السلة (الإسبانية)
- دراغو باشاليتش على موقع كرة السلة الأوروبية.كوم (الإنجليزية)
- دراغو باشاليتش على موقع DraftExpress.com (الإنجليزية)
- دراغو باشاليتش على موقع ريلجم (الإنجليزية)
- دراغو باشاليتش على موقع بروبوليرز (الإنجليزية)
- دراغو باشاليتش على موقع سبورتس رفرنس (الإنجليزية)